# Siva tau

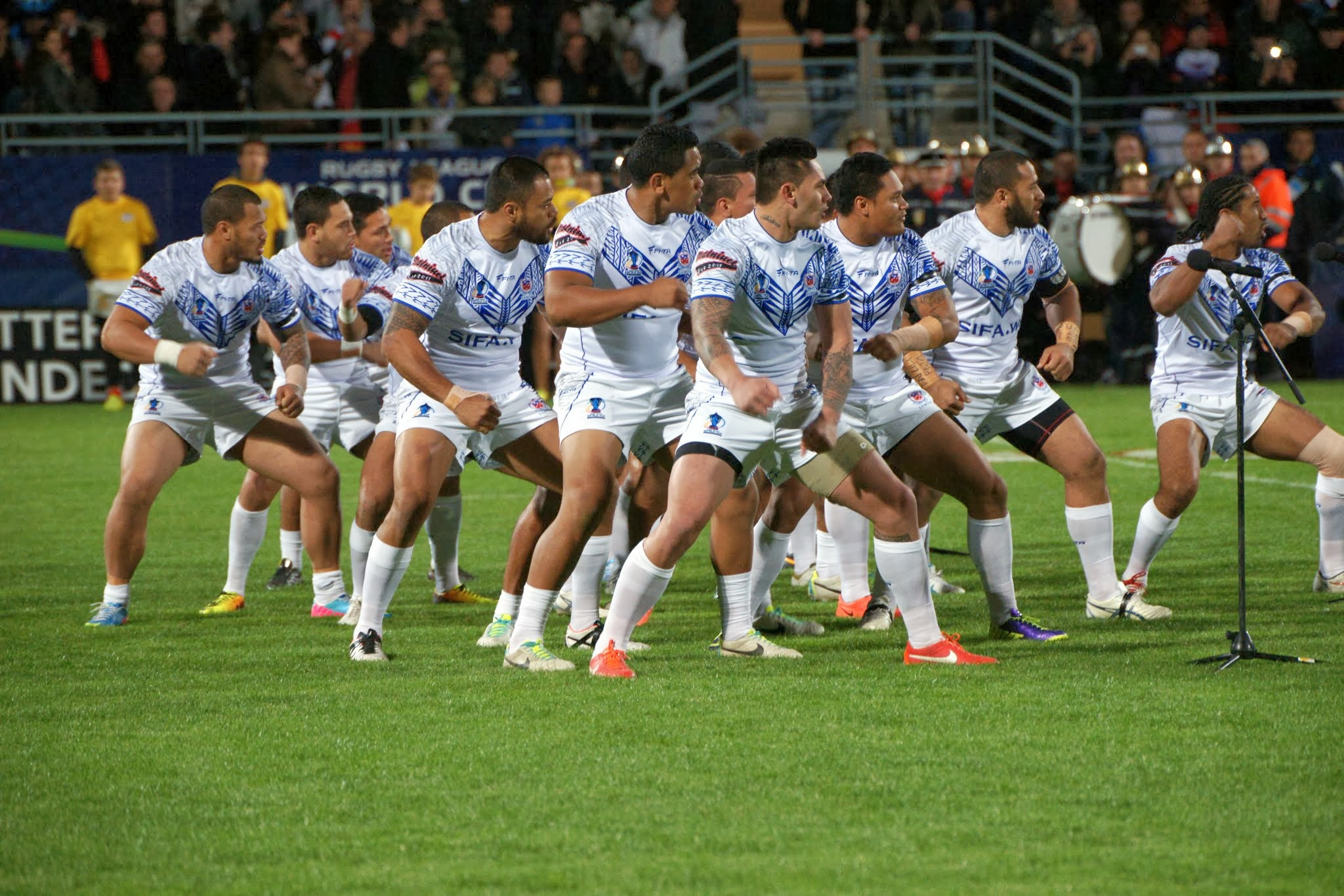
L'équipe des Samoa exécutant le Siva tau avant le match contre la France lors de la Coupe du monde de rugby à XIII 2013.

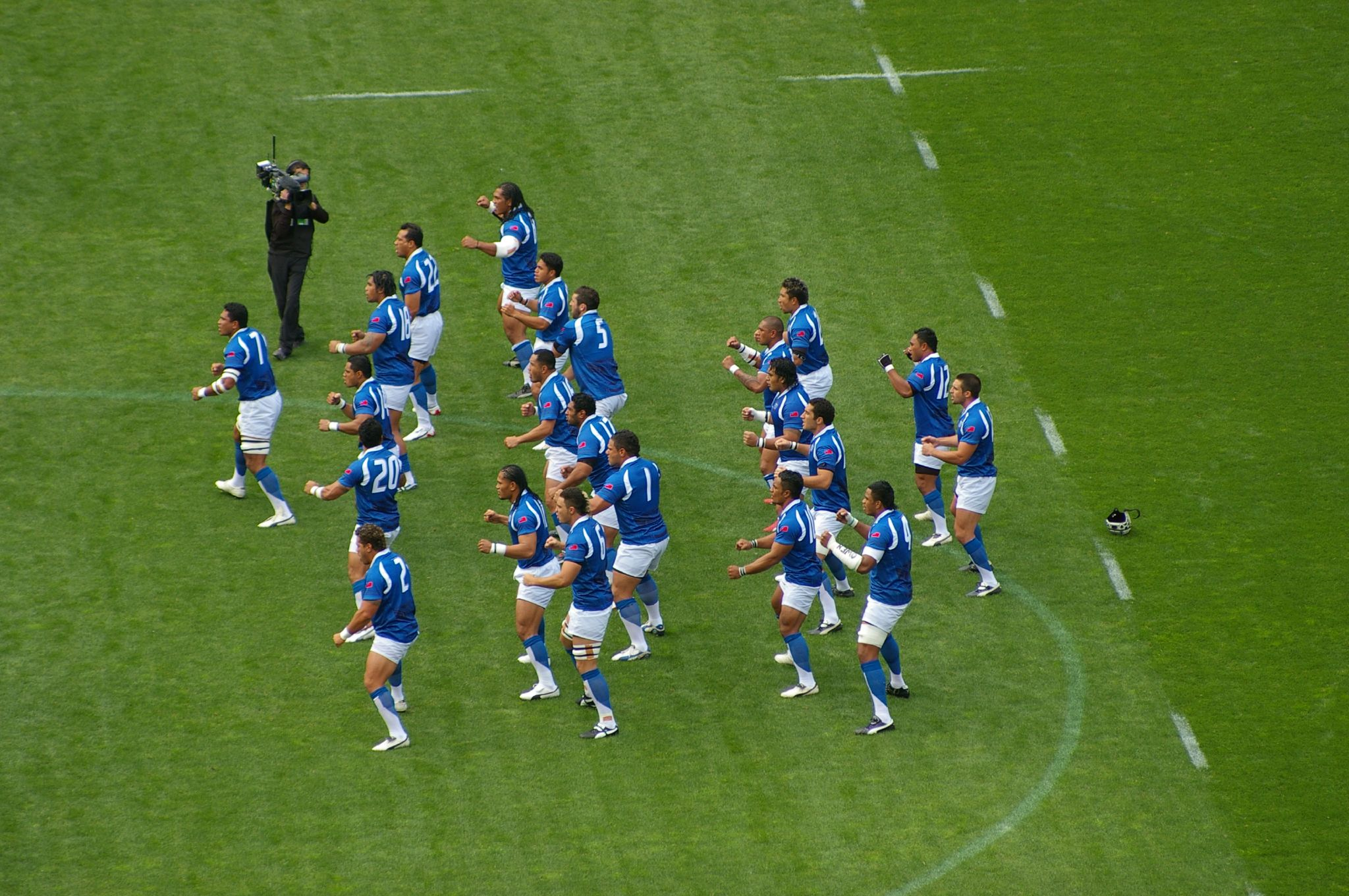
L'équipe des Samoa effectuant son Siva Tau avant le match contre l'Afrique du Sud lors de la Coupe du monde de rugby à XV 2007.

Le siva tau est une danse samoane exécutée par l'équipe des Samoa de rugby à XV et l'équipe des Samoa de rugby à XIII avant chaque match. Inspiré des danses guerrières traditionnelles, le siva tau a été composé durant les années 1980 et réalisé pour la première fois en 1991. Il a remplacé une autre danse traditionnelle, le Maulu'ulu Moa. Le siva tau est considéré comme la danse la plus agressive pour ouvrir les matchs de rugby.

## Description
Le siva tau est une danse samoane inspirée des danses guerrières traditionnelles polynésiennes. Il a été conçu dans les années 1980 pour les équipes nationales de rugby à XV et à XIII. L'objectif était de renforcer la visibilité de l'identité samoane, en s'inspirant du succès mondial rencontré par les danses des autres équipes du Pacifique comme le haka néo-zélandais.
Avant le siva tau, les joueurs samoans réalisaient une autre danse traditionnelle, le Maulu'ulu Moa. Le siva tau, jugé plus impactant sur les adversaires, a remplacé celle-ci en 1991 pour la Coupe du monde de rugby à XV,.
Le siva tau est considéré par de nombreux observateurs du monde du rugby comme la danse la plus agressive parmi celles des différentes nations du Pacifique,. Si le chant est relativement musical, les paroles sont les plus directes et menaçantes, exprimant la supériorité et la domination des joueurs samoans. Les gestes sont d'ordre militaire et viril : mimer le maniement d'une lance, frapper ses genoux et défier ses adversaires.
Pour les joueurs, le siva tau exprime la fierté de l'identité samoane,. Mener la danse est considéré comme un honneur important.

## Chant
Paroles en samoan et traduction française, :
« Meneur
Samoa!
Tatou o e tau le taua !
Tau e matua tau !
Fai ia mafai !
Le Manu !
Équipe entière
Sau ia !
Le Manu Samoa e ua malo ona fai o le faiva
Le manu samoa e ua malo ona fai o le faiva
Le Manu Samoa lenei ua ou sau
Leai se isi Manu oi le atu laulau
Ua ou sai nei ma le mea atoa
O lou malosi ua atoatoa
Ia e faatafa ma e soso ese
Leaga o lenei manu e uiga ese
Le Manu Samoa
Le Manu Samoa
Le Manu Samoa e o mai I Samoa !
Le Manu ! »
« Meneur
Samoa!
Allons à la guerre !
Bats-toi à fond !
Il faut tout donner
Guerriers !
Équipe entière
Allons-y !
Guerriers des Samoa, Que votre mission réussisse !
Guerriers des Samoa, Que votre mission réussisse !
Guerrier des Samoa, Je suis fin prêt
Il n'y a nulle autre équipe, nulle part
Je suis prêt, complètement préparé
Ma force est à son comble
Poussez-vous, écartez-vous
Car ce guerrier est unique
Le Guerrier Samoan
Le Guerrier Samoan
Le Guerrier Samoan règne au Samoa »